# برنارد لارسون
برنارد لارسون هو سياسي كندي، ولد في 3 ديسمبر 1859، وتوفي في 13 يناير 1923. انتخب عضو المجلس التشريعي في ساسكاتشوان ‏.